# Bureau International des Poids et Mesures
Bureau International des Poids et Mesures (forkortet BIPM) (dansk navn Det Internationale Bureau for Mål og Vægt) er den internationale organisation for standarder indenfor mål og vægt, altså måleenheder.
BIPM er en af tre organisationer etableret for at vedligeholde SI-systemet under Meterkonventionen. BIPM blev etableret i 1875 og har hjemsted i Sèvres i Frankrig.